# Ready for the Weekend (álbum)
Ready for the Weekend —en español: Listo para el fin de semana— es el segundo álbum de estudio del músico escocés Calvin Harris, el cual fue lanzado por el sello Columbia Records el lunes 17 de agosto de 2009 en el Reino Unido y en fechas cercanas a ésta en el resto del mundo. Hasta abril de 2012, Ready for the Weekend había vendido más de dieciséis mil copias en Estados Unidos, según Nielsen SoundScan.

## Producción

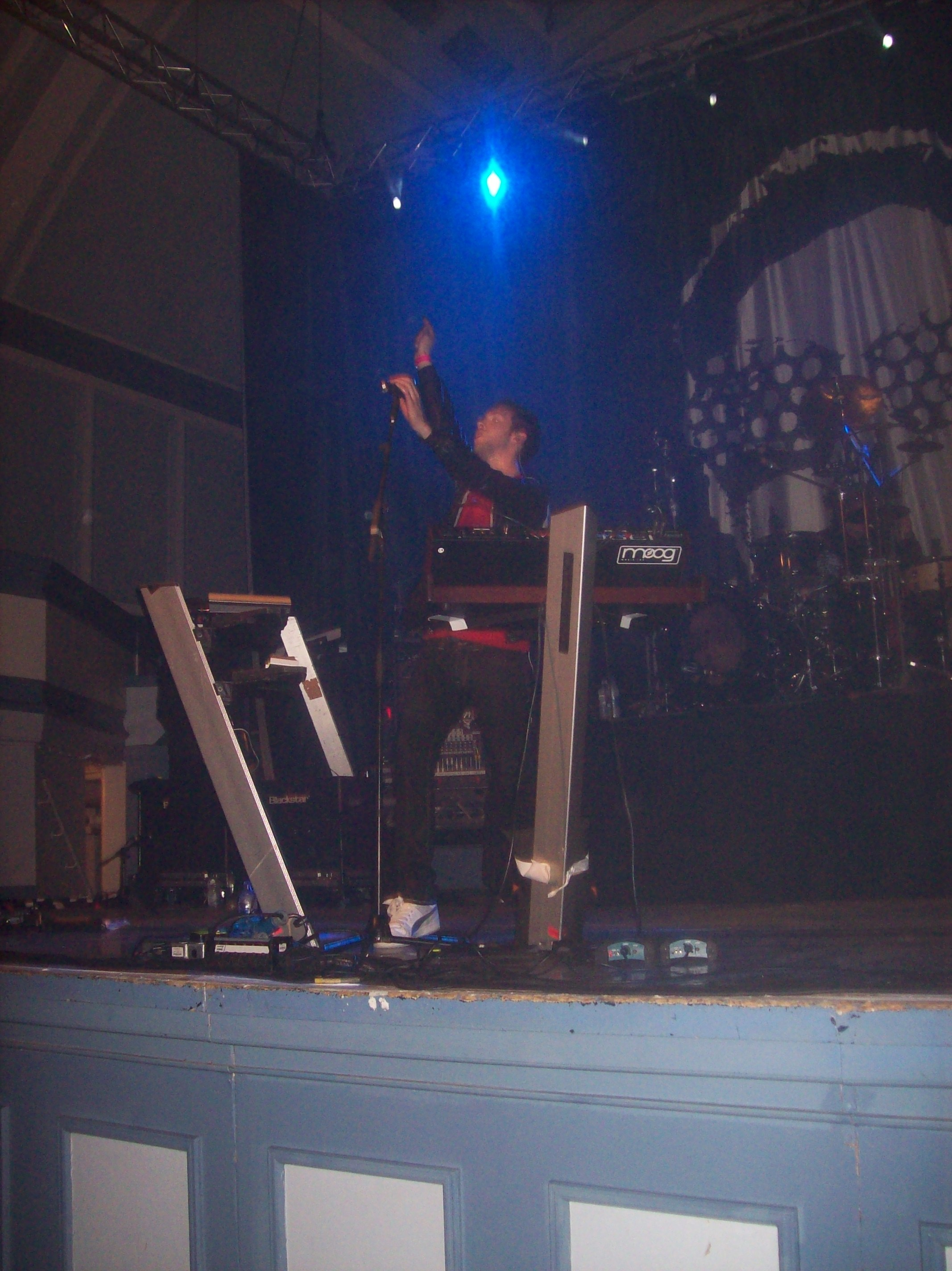
Calvin Harris haciendo una actuación en Kilmarnock, Escocia, para la promoción del álbum.

A la fecha dos canciones de Ready for the Weekend han sido lanzadas como sencillos. La primera de ellas, "I'm Not Alone", debutó directamente en la posición número uno de la UK Singles Chart, la lista musical de canciones más importante del Reino Unido, donde sólo cuatro meses después, "Ready for the Weekend", la segunda canción en cuestión que dio su título al álbum, se convirtió en un nuevo éxito top 10 del músico.
Impulsado por el éxito de sus dos primeros sencillos, Ready for the Weekend debutó directamente en la posición número uno de la UK Albums Chart, donde se convirtió en el primer álbum de estudio número uno de Calvin Harris, tras superar al debut realizado en el año 2007 por I Created Disco, el único álbum de estudio anterior del músico.

### Sencillos
- «Dance Wiv Me» - feat Dizzee Rascal and Chrome (UK #1)
- «I'm Not Alone» (UK #1) - 2009
- «Ready for the Weekend» (UK #3) - 2009
- «Flashback» (UK #18) - 2009
- «You Used to Hold Me» (UK #27) - 2010

### Otras canciones
- «Yeah Yeah Yeah, La La La» fue lanzado en disco de vinilo de 7". Esta canción fue usada en el comercial para TV de Coca Cola llamado "Coke Creatures", en el verano de julio 2009.

## Listado de canciones
Edición Estándar

| Edición Estándar |                            |          |  |
| N.º              | Título                     | Duración |  |
| 1.               | «The Rain»                 | 4:36     |  |
| 2.               | «Ready for the Weekend»    | 3:37     |  |
| 3.               | «Stars Come Out»           | 4:28     |  |
| 4.               | «You Used to Hold Me»      | 3:49     |  |
| 5.               | «Blue»                     | 3:40     |  |
| 6.               | «I'm Not Alone»            | 3:31     |  |
| 7.               | «Flashback»                | 3:48     |  |
| 8.               | «Worst Day»                | 3:46     |  |
| 9.               | «Relax»                    | 3:48     |  |
| 10.              | «Limits»                   | 3:41     |  |
| 11.              | «Burns Night»              | 2:19     |  |
| 12.              | «Yeah Yeah Yeah, La La La» | 3:16     |  |
| 13.              | «Dance wiv Me»             | 4:23     |  |
| 14.              | «5iliconeator»             | 3:29     |  |
| 52:11            |                            |          |  |

iTunes Bonus Track

| iTunes Bonus Track |                 |          |  |
| N.º                | Título          | Duración |  |
| 15.                | «Greatest Fear» | 6:20     |  |

iTunes Bonus Tracks (EE. UU.)

| iTunes Bonus Tracks (EE. UU.) |                                |          |  |
| N.º                           | Título                         | Duración |  |
| 15.                           | «Greatest Fear»                | 6:20     |  |
| 16.                           | «I'm Not Alone» (Deadmau5 Mix) | 8:15     |  |

## Listas musicales de álbumes
| País        | Lista musical  | Primera semana | Posición de ingreso | Mejor posición | Semanas en la mejor posición | Semanas en la lista musical | Última semana | Posición actual |
| ----------- | -------------- | -------------- | ------------------- | -------------- | ---------------------------- | --------------------------- | ------------- | --------------- |
| Europa      |                |                |                     |                |                              |                             |               |                 |
| Francia     | Top 200 Albums | 22-08-2009     | 150                 | 150            | 1                            | 2                           | ▼ 25          | 175             |
| Irlanda     | Top 75 Albums  | 20--08-2009    | 6                   | 6              | 1                            | 4                           | ▼ 06          | 15              |
| Reino Unido | Top 75 Albums  | 23-08-2009     | 1                   | 1              | 1                            | 3                           | ▼ 04          | 7               |
| Oceanía     |                |                |                     |                |                              |                             |               |                 |
| Australia   | Top 50 Albums  | 30-08-2009     | 39                  | 39             | 1                            | 2                           | 06-09-2009    |                 |

| Predecesor: The Essential Michael Jackson de Michael Jackson | UK Albums Chart — Álbum N° 1 23 de agosto de 2009 — 29 de agosto de 2009 | Sucesor: Humbug de Arctic Monkeys |